# グラニット鉄道
グラニット鉄道（英語: Granite Railway）は、アメリカ合衆国でも最初期の鉄道で、花崗岩をマサチューセッツ州のクインシーからミルトンのネポンセット川に面したドックまで輸送するために建設された。そこからはチャールズタウンまで船を使って運ばれ、バンカーヒル記念塔に用いられた。グラニット鉄道は特に制約なく一般輸送業者として運行できる最初の特許を得た鉄道であるため、アメリカ合衆国で最初の商用鉄道であるとしばしば称される。最後の採石場は1963年に閉鎖となり、1985年に都市圏委員会がグラニット鉄道を含む22エーカー（約89,000平方メートル）の土地をクインシー採石場保存地区として買収した。

## 歴史

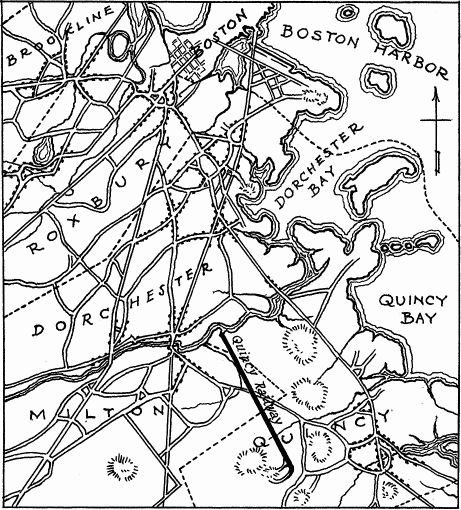
グラニット鉄道の地図

ニューイングランド地方一帯を徹底的に調査した後、1825年にソロモン・ウィラードはクインシーをバンカーヒル記念塔用の石材調達場所として選んだ。多くの障害や遅延に直面しながらも、1826年3月4日にその線路用地を確保するための土地収用の権利付きで鉄道の特許を得ることができた。実業家で州議会議員のトーマス・ハンダシド・パーキンスがこのグラニット鉄道会社の資金調達を準備し、過半の株式を所有し、そしてその社長に任命された。鉄道パイオニアのグリッドリー・ブライアントがこの鉄道の設計と建設を担当し、1826年10月7日に運行を開始した。ブライアントは既にイングランドの鉄道で使われていた技術を採用したが、より重く集中した荷重に対応し、また3フィート（約0.9 m）の深さに及ぶ土壌凍結に対応するための改良を行った。
この鉄道は採石場からネポンセット川まで3マイル（約4.8 km）の距離を走った。貨車の車輪は6フィート（約1.8 m）の直径があり、既にイングランドでは蒸気機関車が20年余り使われていたのであったが、こちらでは牽引はウマが行っていた。レールは木製で表面に鉄の板が貼られ、軌間は5フィート（約1,524 mm）あり、8フィート（約2,438 mm）間隔で設置された石材製の枕木の上に置かれていた。1837年にこの木製レールは花崗岩でできたものに交換され、これもまた表面に鉄板が貼られていた。
1830年にパイン・レッジ採石場から84フィート（約26 m）下の鉄道の高さまで花崗岩を搬出するためのインクラインと呼ばれる区間が建設された。貨車は315フィート（約96 m）の長さのインクライン区間をエンドレスのベルトコンベアによって上下した。このインクラインは1940年代まで運行が続けられていた。
この鉄道では分岐器、転車台、2つの台車を備えた車両など、いくつかの重要な発明が導入された。ブライアントはこれらが全体の利益となることを考え、発明に対して特許を取得しなかった。
この鉄道の新規性は、ボストンからの観光客を惹きつけ、この革命的な技術の直接の証人となった。有名な訪問者としては政治家のダニエル・ウェブスターやイングランドの女優ファニー・ケンブルがいる。ケンブルは1833年に訪問した時の様子を日記に残している。
グラニット鉄道はアメリカ合衆国でも初期の鉄道死亡事故が発生した場所でもある。1832年7月25日、キューバからのトーマス・アチュアスと3人の観光客を乗せた車両が脱線した。事故は、石材は積んでいないが4人の観光客を乗せていた貨車がインクラインを下っているときに、ケーブルが切断して起きた。乗客は35フィート（約10 m）の崖から放り出され、アチュアスは死亡し他の3人は重傷を負った。
1871年にオールド・コロニー・アンド・ニューポート鉄道がグラニット鉄道の線路用地を買収し、これを当時の技術の線路に敷き直して、蒸気機関車牽引の列車が花崗岩をネポンセット川の艀に積み替えずに直接採石場からボストンへ輸送できるようになった。オールド・コロニー鉄道となったこのクインシーからミルトンまでの区間は、後にニューヨーク・ニューヘイブン・アンド・ハートフォード鉄道に吸収され、その後廃止となった。
20世紀初頭の時期には、かつてのグラニット鉄道のインクライン区間のレールの上に金属材が敷かれ、ケーブルを使ってトラックがそこを上下していた。

## 保存
グラニット鉄道のインクラインは1973年6月19日にアメリカ合衆国国家歴史登録財に登録され、鉄道自体も1973年10月15日に登録された。
1926年に設置された100周年の記念プレート、当時の分岐器のフロッグの部分、線路の一部、上部構造物の一部などが州間高速道路93号線がイースト・ミルトン広場の下を通過する部分の上の庭園に設置されている。このフロッグは1893年のシカゴ万国博覧会において展示された。この記念展示は、鉄道がネポンセット川に向かってミルトンを通過していたおおよその位置に置かれている。
クインシーでは、観光客が鉄道とインクラインの痕跡のある場所を歩くことができる。この遊歩道は採石場までと続いているが、現在では安全上の理由によりボストンのビッグ・ディッグ高速道路計画によって発生した土砂を使って埋められている。かつてはこの採石場に転落して多くの人が死傷している。
マサチューセッツ州の当局はクインシー採石場保存地区として、ロッククライミング施設やグラニット鉄道の跡地を結ぶ遊歩道を管理している。
ミルトン/アダムスのセントラルアベニューから州間高速道路93号線のクインシーのオーバーパス近くのテイラー通りまでの2.5マイル（約4.0 km）の区間は、公式の線路跡の自転車・歩行者用遊歩道となっている。ボストン港近くのキャッスルアイランド近くまで遊歩道を伸ばしてつなげるため、最終的に8.5マイル（約13.7 km）になる予定である。他の通りと交差している場所ではマーカーの入った花崗岩のブロックが使われており、グラニット鉄道が運行されていた頃のおおまかな歴史を示している。